# Relaciones Bosnia y Herzegovina-España
Las Relaciones España- Bosnia y Herzegovina son las relaciones entre España y Bosnia y Herzegovina. Los lazos históricos entre los dos países se remontan a la introducción del idioma español a Bosnia por judíos de habla hispana que huían de España después de la promulgación del Edicto de Granada en 1492. Durante la Guerra de Bosnia, de 1992 a 1995, España envió tropas para apoyar a Naciones Unidas en el esfuerzo de mantenimiento de la paz en Bosnia.

## Historia

### Idioma español
El idioma español se introdujo por primera vez en Bosnia y Herzegovina cuando se establecieron los judíos sefarditas, que habían huido de la Corona de Castilla y la Corona de Aragón después de la promulgación de la Edicto de Granada por Isabel I de Castilla y Fernando II de Aragón en 1492. de acuerdo con el censo de 1921, el idioma judeoespañol era la lengua materna a aproximadamente 10.000 de los 70.000 habitantes de Sarajevo.
El Holocausto en el Estado Independiente de Croacia (Un estado títere que incluía toda Bosnia y Herzegovina) en la década de 1940 y la Guerra de Bosnia en la década de 1990 empobreció gravemente la población judía de Bosnia y Herzegovina; muy pocos de los judíos restantes hablan judeo-español como su primera lengua. La única universidad en Bosnia y Herzegovina que ofrece cursos de idioma español es la Universidad de Sarajevo.

### Guerra de Bosnia
España se alió con Bosnia y Herzegovina durante la guerra de Bosnia (1992-1995). Tras la aprobación de la Resolución 770 por el Consejo de Seguridad  de las Naciones Unidas en 1993, lo que garantiza la entrega de ayuda humanitaria por parte de tropas de la ONU, incluso en vigor, España, junto con Francia, Italia y Bélgica, envió tropas para ayudar al esfuerzo. España también se unió a Francia, Gran Bretaña y los Estados Unidos en la firma el 22 de mayo de 1993, del acuerdo "estrategia conjunta" para proteger "zonas seguras" en contra de la invasión de Serbia.

## Embajadas
Mientras que España mantiene dos misiones diplomáticas en Bosnia y Herzegovina, este último mantiene una sola misión en España. La Embajada de Bosnia y Herzegovina se encuentra en Madrid. La relación es diplomática.
La Embajada de España en Sarajevo, la capital de Bosnia y Herzegovina, se abrió en 1999. Las relaciones económicas y comerciales son bastante limitadas, debido a la falta de empresarios españoles y el proceso todavía en curso de normalización en este último país, así como a los problemas planteados por la burocracia y la corrupción en Bosnia y Herzegovina. Uno de los objetivos fijados por la embajada es la promoción de la cultura española mediante la realización de conciertos, exposiciones y eventos académicos. España también mantiene un consulado en Mostar.
Además, la ciudad de Barcelona firmó un acuerdo de amistad y cooperación con Sarajevo en 1994, y abrió la Embajada de la Democracia Local, integrada por el representante de Barcelona, en Sarajevo en 1996.

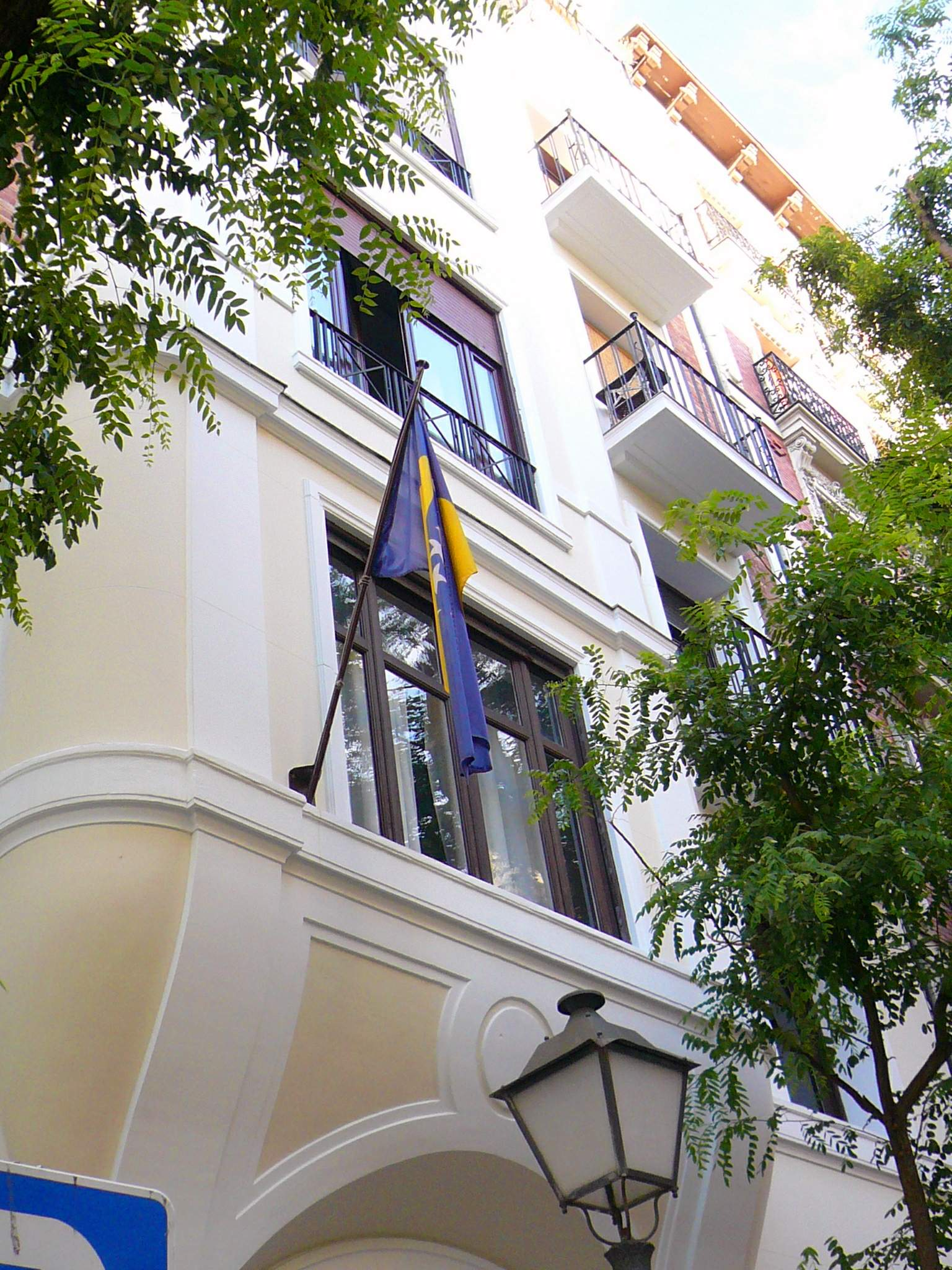
Embajada de Bosnia y Herzegovina en Madrid
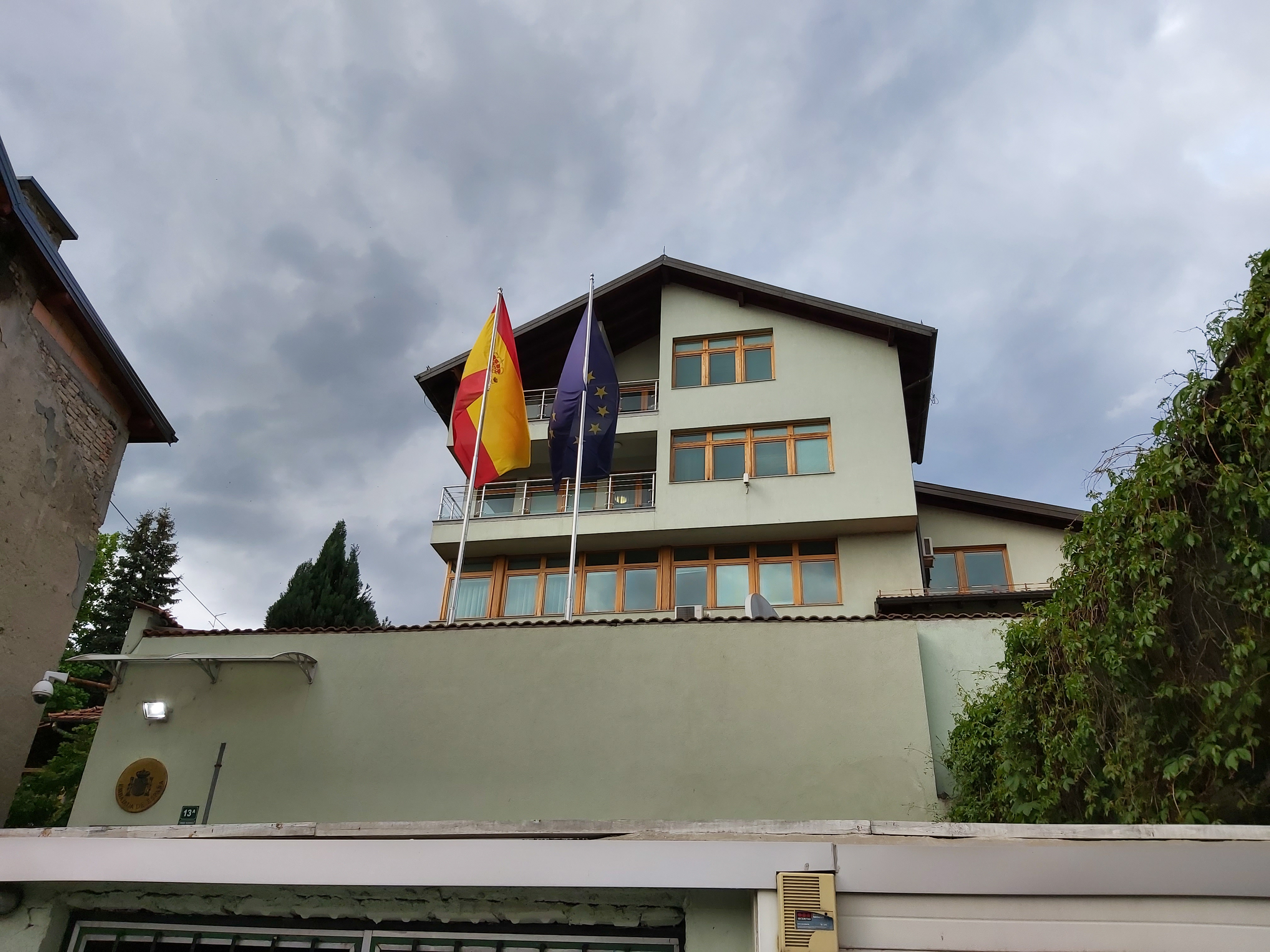
Embajada de España en Sarajevo

## Lectura externa
- «Bosnia y España — dos países de tres culturas— similitud del destino histórico». Proyección Histórica de España II (Consejería de Cultura y Turismo). 1993.